# Prosper Jules Alphonse Berckmans
Prosper Jules Alphonse Berckmans (1830 - 1910) fue un botánico, arquitecto paisajista belga-estadounidense. Por razones políticas, su familia abandonó Bélgica en 1844 para instalarse en París. En 1851, después de haber enviado a sus hijos a EE. UU., su padre, el barón Louis Mathieu Édouard Berckmans, decidió también establecerse en los Estados Unidos con su esposa. Adquirió un terreno en Nueva Jersey y fundó con su hijo Prosper un jardín experimental donde aportaron más de mil variedades de peras y experimentaronn con otras variedades de árboles frutales, en especial melocotón.
En 1857, Louis Berckmans y su familia se instalaron en Augusta, Georgia, donde el barón adquiióre 148 ha y fundó Fruitland Nurseries, uno de los primeros viveros de gran éxito comercial en la venta de árboles frutales del sur de Estados Unidos. Fruitland Nurseries también fue un espacio para la experimentación y un jardín botánico que reunió un gran número de árboles frutales y ornamentales de todo Estados Unidos. La firma también importaba árboles y plantas de diferentes países alrededor del mundo.
Los descendientes del barón Berckmans explotaron Fruitland Nurseries hasta 1918, cuando la Augusta National Golf Club se instaló en parte de esas tierras.
Louis y Prosper Berckmans introdujeron un gran número de variedades de árboles frutales y ornamentales en los estados del sur, incluyendo kaki de Japón, kumquat, Citrus trifoliata y otras especies frutales. Su vasta colección de azaleas y de camelias en Fruitland Nurseries contribuyeron a popularizar esas variedades sobre todo en el sur de EE. UU.
- La abreviatura «Berckm.» se emplea para indicar a Prosper Jules Alphonse Berckmans como autoridad en la descripción y clasificación científica de los vegetales.[5]